# Ludwig von Henk
Ludwig Friedrich Wilhelm von Henk, född den 4 mars 1820 i Anklam, död den 17 oktober 1894, var en tysk amiral.
von Henk inträdde 1849 i preussiska marinens tjänst, blev 1871 chef för marinstationen vid Nordsjön samt 1872 konteramiral och direktor för amiralitetet i Berlin.  
von Henk blev 1877 viceamiral, adlades 1878 och tog avsked 1879. 1887–1893 var han konservativ medlem av tyska riksdagen. 
Han utgav bland annat Die kriegführung zur see in ihren wichtigsten epochen (1881; 2:a upplagan 1884).